# Transformers: Cybertron Adventures
Transformers: Cybertron Adventures — компьютерная игра в жанре шутера от третьего лица, разработанная студией Next Level Games и изданная Activision.

## Игровой процесс
Игра линейна и состоит из двух кампаний, относящихся к автоботам и десептиконам. Каждая кампания представляет собой набор миссий, где игроку предоставляется единственный персонаж для каждой миссии. Игрок продвигается по миссии (перемещение преимущественно происходит автоматически), используя своё многочисленное оружие, уничтожая врагов и получая за это очки. Как правило, около игрока имеется укрытие, куда можно спрятаться от вражеских выстрелов и восстановить здоровье. Также оттуда можно отстреливать врагов, находящихся в поле зрения.
В некоторых частях игры персонаж трансформируется в режим транспорта, в этом случае игрок должен контролировать его перемещение в следующую точку. При этом выбор оружия снижается. Наземный транспорт имеет возможность ускорения, а воздушный — автоматического наведения бластера.
Завершение уровня разблокирует для него режим испытания, который заключается в повторном прохождении миссии с выполнением определённого задания, например, уничтожения заданного числа заданных врагов, удерживание уровня жизней не ниже заданной отметки, прохождение с лимитом времени.
Также игра имеет режим кооператива, где второй игрок берёт на себя управление частью оружия персонажа.

## Отзывы
| Сводный рейтинг | Сводный рейтинг |
| Агрегатор       | Оценка          |
| --------------- | --------------- |
| GameRankings    | 40,75 %         |